# Coemansia aciculifera
Coemansia aciculifera es una especie de hongos que pertenece al género Coemansia y a la familia Kickxellaceae. Fue descrita por Linder en 1943. Se considera una de las especies más comunes dentro de la familia Kickxellaceae, sin embargo, no es de extrañar ya que el género Coemansia es el más común de la familia antes mencionada. C. aciculifera es solo una de las más frecuentes de 21 especies conocidas dentro del género.